# Ypthima megalia
Ypthima megalia är en fjärilsart som beskrevs av De Nicéville 1897. Ypthima megalia ingår i släktet Ypthima och familjen praktfjärilar. Inga underarter finns listade i Catalogue of Life.